# 阿依库勒镇
阿依库勒镇，是中华人民共和国新疆维吾尔自治区阿克苏地区阿克苏市下辖的一个乡镇级行政单位。

## 行政区划
阿依库勒镇下辖以下地区：
墩买里村、吉格代巴格村、库勒村、托万买里村、协合力村、尤喀克提根村、恰其村、阔纳巴扎村、昆其买里村、兰干村、托万克提根村、帕依那普村、塔什巴格村、尤喀日克阔什艾日克村、萨依买里村、克什勒克艾日克村、阿克提坎村、塔什塔村、阿萨村、黄宫村和东河溏村。